# Protapanteles peruensis
Protapanteles peruensis är en stekelart som först beskrevs av Mason 1981.  Protapanteles peruensis ingår i släktet Protapanteles och familjen bracksteklar. Inga underarter finns listade i Catalogue of Life.